# Flores de Ávila
Flores de Ávila ist ein zentralspanischer Ort und eine Gemeinde (Municipio) mit 270 Einwohnern (Stand: 2024) in der Provinz Ávila in der Autonomen Region Kastilien-León. Neben dem Hauptort Flores de Ávila besteht die Gemeinde aus der Ortschaft El Ajo.

## Lage und Klima
Flores de Ávila liegt auf der Südseite der Sierra de Gredos in der Provinz Ávila in einer Höhe von ca. 895 m. 
Die Entfernung nach Ávila beträgt knapp 40 km (Fahrtstrecke) in südöstlicher Richtung. Das Klima ist gemäßigt bis warm; der Regen (ca. 461 mm/Jahr) fällt mit Ausnahme der trockenen Sommermonate übers Jahr verteilt.

## Bevölkerungsentwicklung
| Jahr      | 1970 | 1981 | 1991 | 2001 | 2011 | 2021 |
| Einwohner | 716  | 672  | 508  | 414  | 343  | 287  |

## Sehenswürdigkeiten

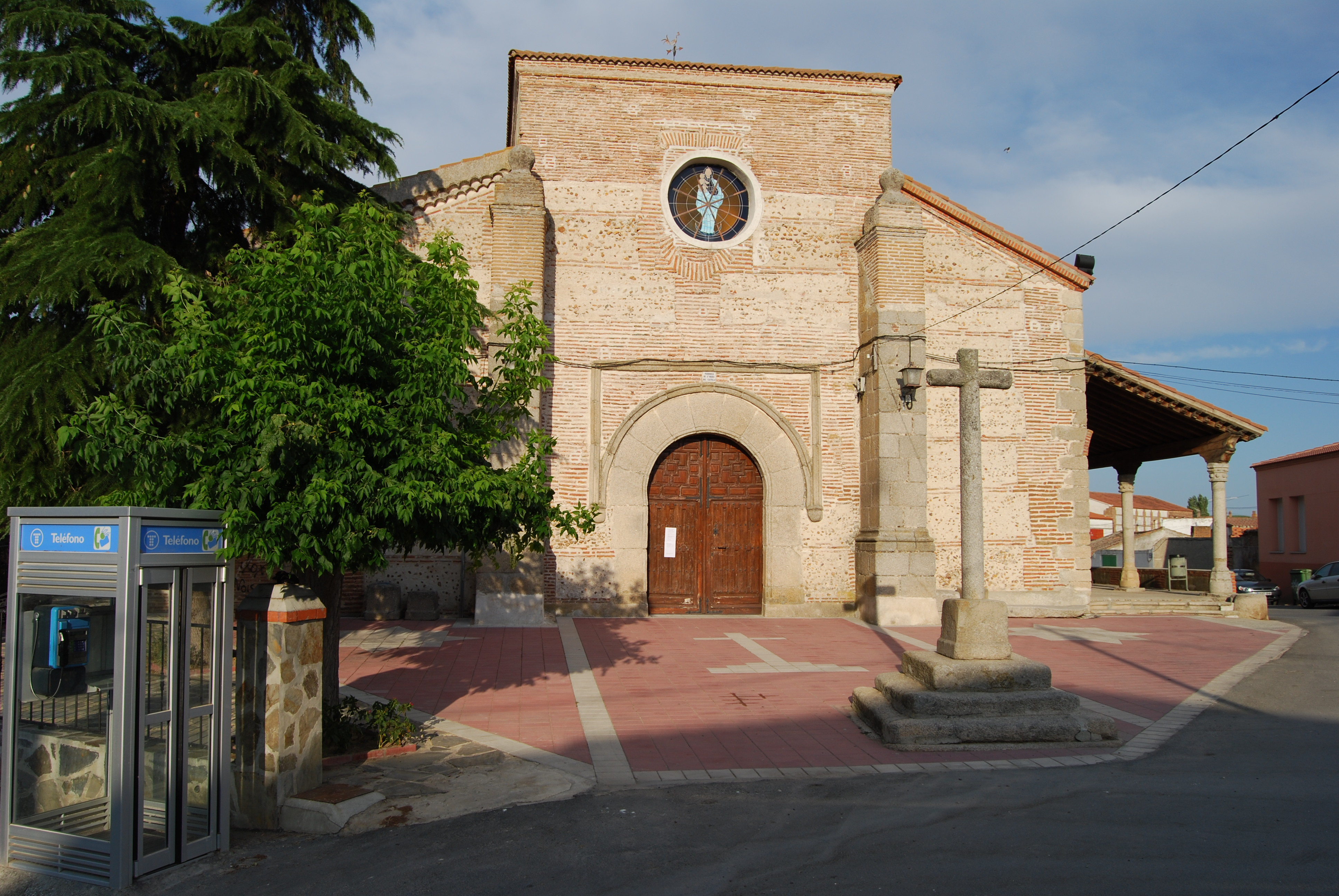
Marienkirche
- Christuskapelle

- Marienkirche